# Dominique Grange
Dominique Grange (1 de gener de 1940, Aix-les-Bains, Savoie) és una cantautora, intèrpret, traductora i guionista de còmics i activista política francesa.
La seva participació activa en els fets del maig del 68 la va portar a abandonar la música pop en favor de la cançó de protesta, passant a formar part de l'organització d'esquerres La Gauche prolétarienne (lit. L'esquerra proletària), per a la qual va escriure la cançó Nous sommes les Nouveaux Partisans el 1970. Després de la dissolució de la Gauche prolétarienne el 1973, va continuar el seu activisme clandestí durant diversos anys.
Des de llavors no ha cessat mai el seu compromís amb les lluites socials i contra les desigualtats. Durant la dècada del 2000, va fer un gir llibertari i es va unir a la Confederació Nacional del Treball. Al mateix temps, també és traductora i guionista de còmics.

## Carrera artística
Durant la seva adolescència a Lió, a Dominique Grange li agradava molt cantar i volia fer de la música la seva professió però també va distribuir fulletons per la pau a Algèria, gràcies a la influència de la seva professora de filosofia Jeannette Colombel. Als 18 ans, va continuar els seus estudis a París, va prendre classes de teatre i va aconseguir el seu primer paper com a actora. També interpreta alguns petits papers a la televisió. Pel que fa al cant, actua en cabarets de la rive gauche de París — Le Cheval d'Or, Le Port du Salut, etc. — mentre l'onada ié-ié arrassa i empeny les discogràfiques a buscar nous talents. Observada per la discogràfica Bel Air, va gravar el seu primer àlbum el 1963, incloent una composició de Léo Missir que va tenir un cert èxit radiofònic (Il y avait toi). L'any següent va publicar el seu segon disc de 45 rpm, amb dues cançons pròpies, i més tard un tercer disc, ja amb tots els temes escrits per ella. Descoberta per Guy Béart el 1965, va fer uns quants duets amb ell (Le Trou dans le seau i Frantz) i va participar en les seves gires per França. El 1966, esdevé, juntament amb Michel Bourdais, la seva assistent per al programa de televisió Bienvenue chez Guy Béart, on molts artistes hi foren convidats. L'any 1967, per a l'enregistrament del seu quart disc, Les orties sont en fleurs, format per quatre títols per als quals va compondre la lletra i la música, es va beneficiar de la recent creada discogràfica de Béart, anomenada «Temporel».
A la primavera de 1969, a Dominique Grange i la cantant Évariste se'ls hi va oferir un paper en una obra de Claude Confortès, basada en els dibuixos de Georges Wolinski publicats a L'Enragé, titulada Je ne veux pas mourir idiot. No només és una oportunitat per interpretar les seves cançons políticament compromeses sinó també per conèixer la banda Hara-Kiri.
El setembre de 1977, Dominique Grange va ser contractada com a secretària de redacció d'una nova revista setmanal de còmic: BD (ideada pel professor Choron), en la qual Jacques Tardi publica les seves històries. Aviat van passar a col·laborar per transformar en còmic els guions escrits per ella. Malgrat el seu bon començament, la revista no va tenir èxit i va tancar el novembre 1978.
Amb el suport del seu company, li tornen les ganes d'escriure i cantar. El març de 1981, va entrar a l'estudi i va gravar el seu primer disc de 33 rpm, Hammam Palace, amb una coberta dissenyada per Tardi. Les cançons denuncien el treball en cadena, la violència policial, l'entorn penitenciari, les drogues , etc. L'àlbum no va rebre una càlida acollida per part dels mitjans de comunicació i, decebuda, torna a allunyar-se del món de l'espectacle.
Encoratjada a reeditar les seves cançons, Dominique Grange va llançar L'Utopie toujours el 2004, amb una portada dissenyada per Tardi. Fa una versió de la cançó Le Vieux, fent un homenatge al cantant François Béranger: «El vaig conèixer quan vivia en la clandestinitat el 1973». Seduït per la cançó Les Nouveaux Partisans, Béranger l'havia volgut enregistrar (el disc inclou la cançó).
El novembre de 2017, Dominique Grange va gravar noves cançons per commemorar a la seva manera el 40è aniversari del maig del 68. L'àlbum va ser llançat el març de 2008 amb una portada de Tardi (segell Juste une Trace). El mes següent, l'àlbum es va publicar amb un llibre publicat per Casterman, on el dibuixant s'hi va implicar amb les il·lustracions d'acompanyament de les lletres de les cançons. Una d'elles és la resposta a un cert discurs polític incitant a passar pàgina del maig del 68. El significatiu títol d'aquesta cançó s'utilitza per titular l'àlbum: 1968 - 2008... N'effacez pas nos traces ! (lit. No esborreu els nostres rastres!)
L'octubre de 2009, Dominique Grange enregistra un disc de deu cançons evocant la Primera Guerra Mundial, de nou amb amb la participació de Tardi (Label Juste Une Trace). L'àlbum es publica, com l'anterior, inserit en un llibre (editat per Casterman), Des lendemains qui saignent, amb il·lustracions originals de Tardi i comentaris de l'historiador Jean-Pierre Verney. D'aquesta escriptura a quatre mans en neix un espectacle, amb cançons interpretades per Dominique Grange, una projecció simultània d'imatges de Tardi, present a l'escenari com a narrador. Va ser presentat amb el suport de l'Institut des Métiers de la Musique, amb pre-estrena a la Grande Bibliothèque de Montréal i al Musée de la Civilization de Québec, i posteriorment en diversos indrets emblemàtics de França, sobretot a Craonne. El novembre de 2010, Des lendemains qui saignent es va presentar a Ramallah, al Teatre Al Khasaba, a partir de la invitació del Centre Cultural Francès dels Territoris ocupats.
L'octubre de 2021 va publicar una novel·la gràfica autobiogràfica il·lustrada per Jacques Tardi sota el títol Élise et les Nouveaux Partisans.
L'any 2022, és la protagonista d'un documental autoproduït titulat «N’effacez pas nos traces  - Dominique Grange, une chanteuse engagée» (lit. No esborreu els nostres rastres : Dominique Grange, una cantant compromesa), dirigida pel cineasta Pedro Fidalgo i recordant les etapes del seu recorregut activista.

## Compromís polític i activista
Durant els fets de maig de 1968, trenca amb tot el que havia fet fins aleshores, per tal d'involucrar-se en aquest moviment contestatari. Va formar part del Comitè Revolucionari d'Agitació Cultural (CRAC) creat per artistes de la Sorbona i va anar a cantar a les fàbriques en vaga amb altres cantants de la ribera esquerra de París com Leny Escudero, Évariste, Pia Colombo, Jean Ferrat, Les Barricadiers, Maurice Fanon, Francesca Solleville, etc. Comença així a compondre cançons inspirades en els esdeveniments, que serviran per acompanyar les manifestacions.
Sol·licitada pels comitès de vaga per tal de donar suport a les seves lluites, es va comprometre sense dubtar-ho. Armada amb la seva guitarra, viatja per França, fins i tot a zones rurals, i canta a les fàbriques ocupades. El juliol de1968, Dominique Grange va anar a Avinyó durant el Festival i va continuar la seva lluita. De tornada a la capital, va gravar les seves cançons. Aquest primer disc, de producció pròpia, es ven a un preu de cost de 3 francs, fora dels canals comercials, i principalment a través dels Comitès d'Acció.
Després d'aquest interludi, es va unir a l'organització maoista la Gauche prolétarienne (GP), la qual segueix la tàctica del moviment dels «establerts», fet que implica enviar activistes a treballar a les fàbriques per tal de donar suport a les revoltes obreres. Dominique Grange s'«estableix» així en una fàbrica d'envasament i condicionament d'aliments als suburbis de Niça. Allà, va escriure Les Nouveaux Partisans, que es convertiria en un himne emblemàtic per als joves activistes revolucionaris. L'any 1970, el GP va ser prohibit oficialment però la seva acció va continuar, sobretot dins de Secours roug (organització política fundada el mateix any). De tornada a París, Dominique Grange va sobreviure traduint còmics per a Charlie mensuel, sense deixar mai de costat el seu activisme. El novembre de 1971, va ser arrestada durant una manifestació organitzada al barri parisenc de la Goutte d'Or i reprimida violentament arran de l'assassinat d'un jove algerià, Djilali Ben Ali. Condemnada a un mes i mig de presó per violència física i injúries a les forces de l'ordre, va ser empresonada en règim d'aïllament a la presó de la Petite Roquette (presó de dones, a l'11è districte de París, que seria enderrocada uns anys més tard). Posteriorment, després de la mort d'un jove activista maoista, Pierre Overney, el febrer de 1972, s'incorpora a l'organització clandestina del GP, la Nouvelle Résistance Populaire (NRP) i va romandre en clandestinitat fins al 1975.
A partir de 1981, amb la seva parella Jacques Tardi es van decidir de formar una familia. No obstant, després de diversos intents mèdics infructuosos, la parella es va acabar decidint d'acollir-se a l'adopció. El requisit per aquesta opció era el matrimoni, segons explica la mateixa Dominique Grange en tres obres seves. Al cap d'uns anys, la parella va adoptar quatre fills a Xile, després va cofundar l'Associació de Famílies Adoptives de Nens Nascuts a Xile (AFAENAC), el 1993.
Del 2000 al 2008, Dominique Grange va ser activista a la Confederació Nacional del Treball (CNT). En aquesta època actua amb freqüència en concerts, sobretot per defensar nombroses causes polítiques. Està en primera línia en la campanya de suport a Cesare Battisti, reclamant l'alliberament dels membres d'Action Directe o fent valer el dret d'asil concedit als antics activistes de les Brigades Roges acollits a França pel president Mitterrand. Contribueix regularment a actes de suport a Jargon Libre, una biblioteca anarquista dirigida per Hellyette Bess.
El juny de 2010, va signar una columna publicada al diari Libération, demanant la dissolució de la policia, descrita com «exèrcit d'ocupació», titulat Pour les cinq de Villiers-le-Bel (lit. Per als cinc de Villiers-le-Bel).
Va escriure i compondre, just abans de les eleccions presidencials de 2012, la cançó Dégage ! Dégage ! Dégage ! la qual apareix al disc de Dominique Grange titulat Notre longue marche (discogràfica Juste une trace), aparegut l'any 2013. En aquest disc Dominique Grange hi reuneix els enregistraments originals de dinou cançons que havia escrit i interpretat des del maig del 68 i que formen part d'un repartori d'expressió reivindicativa. El disc inclou, per exemple, l'enregistrament original de la cançó Les Nouveaux Partisans, escrita i composta l'any 1970.
El 2015, va llançar Détruisons le mur !, en solidaritat amb el poble palestí i per denunciar la colonització i l'«apartheid» israelià. El disc també li presenta l'oportunitat d'afirmar el seu suport a l'alliberament del pres polític més antic d'Europa, l'activista comunista libanès Georges Ibrahim Abdallah, empresonat des de 1984 i apte per ser alliberat des de 1999.
El 30 de novembre de 2015 va estar entre els signants de l'Appel de 58: «Ens manifestarem durant l'estat d'emergència».
El maig de 2018, Dominique Grange va signar una petició en col·laboració amb personalitats del món de la cultura per boicotejar la temporada intercultural «França-Israel», que segons la petició serveix d'«aparador» a l'Estat d'Israel en detriment del poble palestí. El setembre del mateix any, va signar conjuntament una columna a The Guardian en suport de la crida dels artistes palestins a boicotejar l'edició de 2019 del Festival de la Cançó d'Eurovisió que se celebrà a Israel.

## Vida privada
Des de 1983 Dominique Grange està casada amb l'autor de còmics Jacques Tardi. Són pares, per adopció, de quatre fills nascuts a Xile. Un d'ells, mut, va inspirar la cançó Petite fille du silence, del disc N'effacez pas nos traces !

## Discografia

### Àlbums d'estudi
| • Chansons de Mai 68 (1968) |
| --- |
| (Expression spontanée) 1. La Pègre 2. Grève illimité 3. Chacun de vous est concerné 4. À bas l'État policier 5. Cogne en nous le même sang 6. Les Nouveaux Partisans 7. Carmela (per Les Barricadiers) 8. Je vote (per Les Barricadiers) 9. Versaillais (per Les Barricadiers) 10. Des canons (per Les Barricadiers) |

| • Hamman Palace (1981) |
| --- |
| 1. Hammam Palace 2. Un monde sans musique 3. Bavure 4. Blues de novembre 5. Soirée paisible sur la banlieue 6. On achève bien les chevaux 7. Les Anges de la mort 8. Un jour à faire sa valise 9. Gueule noire 10. Bien profond |

| • Le Cri du peuple, chansons de la Commune 1871 (2005) |
| --- |
| (Édito Musiques/Casterman) Cançons interpretades per Dominique Grange, Francesca Solleville, Serge Utgé-Royo i Bruno Daraquy, així com un poema llegit per Jacques Tardi. El disc s'ofereix amb el còmic Cri du peuple, dibuixat per Tardi amb guió de Jean Vautrin, basat en la seva novel·la homònima. 1. La Canaille 2. Un drapeau saignait… 3. Le Capitaine «Au mur» 4. La Semaine sanglante 5. Le Temps des cerises 6. La Communarde 7. Foutriquets… 8. Le Drapeau rouge 9. L'Insurgé 10. Le Tombeau des fusillés 11. L'Internationale 12. Elle n'est pas morte 13. Sur la Commune 14. Le Mur 15. Sur le Temps des cerises |

| • N'effacez pas nos traces ! (2008) |
| --- |
| (Casterman, Juste une trace) 1. Grève illimitée 2. Chacun de vous est concerné 3. Pierrot est tombé 4. La Commune est en lutte 5. Le Sang 6. Entre océan et cordillère 7. Petite fille du silence 8. Les Rivières souterraines 9. Paris, ce printemps-là 10. Toujours rebelle, toujours debout ! 11. Le Temps des cerises 12. Droit d'asile 13. La Pègre 14. Les Nouveaux Partisans 15. N'effacez pas nos traces ! |

| • Des lendemains qui saignent (2009) |
| --- |
| (Juste une trace) 1. Petits morts du mois d'août 2. Au ravin des enfants perdus (Chanson pour Vauquois) 3. La Chanson de Craonne (lletra anònima, música de Charles Sablon) 4. Laisse-moi passer, sentinelle ! (música de Philippe Mira) 5. La Butte rouge (lletra de Montéhus, música de Georges Krier) 6. O Gorizia (lletra anòmina d'Itàlia) 7. La Grève des mères (lletra de Montéhus, música de Raoul Chantegrelet i Pierre Doubis) 8. Tu n'en reviendras pas (lletra de Louis Aragon i música de Léo Ferré) 9. Le Déserteur (de Boris Vian) 10. Fraternité (de Sébastien Faure) |

| • Notre longue marche (2013) |
| --- |
| (Juste une trace) 1. N'effacez pas nos traces ! 2. La Pègre 3. Grève illimitée 4. Dégage ! Dégage ! 5. La Commune est en lutte 6. Pierrot est tombé 7. Cogne en nous le même sang 8. Entre océan et cordillère 9. Les Rivières souterraines 10. Au ravin des enfants perdus (Chanson pour Vauquois) 11. Laisse-moi passer, sentinelle ! 12. Le Déserteur 13. Les Nouveaux Partisans 14. Chacun de vous est concerné 15. Gueule noire 16. Les Anges de la mort 17. Droit d'asile 18. À bas l'État policier ! 19. Toujours rebelles, toujours debout ! |

| • Le Dernier Assaut (amb Accordzéâm) (2016) |
| --- |
| (Casterman, Juste une trace) 1. Petits morts du mois d'août 2. Combattants poids coq (lletra de Jacques Tardi) 3. La Complainte des Bantams 4. Laisse-moi passer, sentinelle ! (coescrita amb Philippe Mira) 5. Die Legende vom toten Soldaten (lletra de Bertolt Brecht) 6. Des hauts débats (lletra de Michaël Bideault) 7. Happy Birthday, Willie ! (lletra de Jacques Tardi) 8. No Man's Land (lletra d'Eric Bogle) 9. O gorizia (lletra anònima d'Itàlia) 10. Au ravin des enfants perdus - Chanson pour Vauquois 11. [Hanging on the Old Barbed Wire ] (lletra anònima en anglès) 12. Adieu, Broutille ! (lletra de Jacques Tardi) 13. Le Dernier Assaut 14. Natzurka (lletra de Nathanaël Malnoury) |

| • Chacun de vous est concerné (2018) |
| --- |
| (Casterman) 1. La Pègre 2. Chacun de vous est concerné 3. Grève illimitée 4. Pierrot est tombé 5. Gueule noire 6. Toujours rebelles, toujours debout ! 7. Les Nouveaux Partisans 8. Les Rivières souterraines 9. À bas l'État policier ! 10. Requiem pour les abattoirs 11. N'effacez pas nos traces ! |

### Singles
- 1968: Nous sommes les nouveaux partisans / Cogne en nous le même sang
- 1975: Pousse, Jeannot (Pousse sur ton vélo) / J'vais lui coller un pain (de Benoît Leroux)
- 1981: Gueule noire / Bavure
- 2004: Droit d'asil

### Extended plays
- 1964: Si le soleil s’en va / Tu voudrais danser avec moi / Moi j’ai appris ton nom / Les Ni froids ni chauds
- 1964: Cinq-en-tin (Le chien) / Je ne suis pas prête / Deux ombres sur la plage / Les Yeux dangereux
- 1964: Je ne suis plus ton copain (La lettre) / Il y avait toi / Même si c’est vrai / Pardonne-moi
- 1967: Les Jeanne d’arc / À cet enfant / Les orties sont en fleurs / Panurge
- 1968: Chacun de vous est concerné / À bas l'État policier / La Pègre / Grève illimitée

### Recopilació
| • L'Utopie toujours (2005) |
| --- |
| (Édito Musiques/Mélodie) CD1 1. Bavure (co-écrit avec Noël Holweck) 2. Gueule noire (paroles d'anonymes) 3. La Voix des prisons 4. Hammam Palace 5. Le Vieux (paroles de François Béranger) 6. Soirée paisible sur la banlieue (co-écrit avec Jacques Tardi) 7. Les Anges de la mort 8. On achève bien les chevaux 9. Un jour à faire sa valise CD 2 1. La Pègre 2. Grève illimitée 3. Chacun de vous est concerné 4. À bas l'état policier ! (co-écrit avec Jean Bériac) 5. Les Nouveaux Partisans 6. Cogne en nous le même sang 7. Tous ces mots terribles (avec François Béranger) 8. Les Nouveaux Partisans (version courte, avec François Béranger) |

### Col·laboracions
- 1965: Le Trou dans le seau, a Allo tu m'entends ? de Guy Béart

## Teatre
- 1962: Frank V de Friedrich Dürrenmatt, dirigit per André Barsacq, Théâtre de l'Atelier.[16]
- 1969: Je ne veux pas mourir idiot de Claude Confortès i Georges Wolinski.
- 1971: Le Nez en trompette de Michel Fermaud, música de Roland Vincent, Théâtre de la Michodière.

## Televisió
- 1961: Le Temps des copains (paper de Michèle), basat en la novel·la de Jean Canolle, sèrie dirigida per Robert Guez, emesa a l'ORTF a partir del 16 d'octubre.
- 1966: Noël à Vaugirard (paper de la cantant), episodi de la revista Dim, Dam, Dom, produït per Daisy de Galard, dirigit per Janine Allaux i Marcelle Auclair, emès a l'ORTF el desembre.
- 1982: La Neige et la cendre (paper de Rose), ficció escrita i dirigida per Jacques Espagne, emesa a Antenne 2.
- 2008: Mai 68 - Mai 68...  Tu disais (Dominique Grange, Roland Castro, Daniel Cohn-Bendit, Henri Weber i Gérard Miller s'enfronten als seus fills), reportatge produït per Gérard Miller, emès a France 3 Paris Île-de-France Centre, el 26 d'abril.
- 2008: Un monde de bulles - Mai 1968 : sous les pavés les bulles ! , Revista emesa a LCP, 2 de maig.

## Obra

### Escrits
- Grange bleue (editorials i guions de còmics il·lustrats per Pichard, Bilal, Tardi publicats al setmanari BD l'any 1978), Futuropolis, setembre de 1985
- L'enfant derrière la vitre (Dominique Grange evoca el viatge mèdic d'una parella enfrontada a la lluita contra l'esterilitat), col. Latituds, ed. Encre, 1985
- Je t'ai trouvé au bout du monde. Journal d'une adoption, ed Stock /Laurence Pernoud, 1987 – Le Livre de poche no 6748, 1990
- Victor, l'enfant qui refusait d'être adopté.[17], ed. Stock/Laurence Pernoud, 1993
- 1968-2008... N'effacez pas nos traces ! (Lletra de la cançó il·lustrada per Tardi + CD d'àudio, per al 40è aniversari del maig del 68), éd. Casterman, surt : 11 d'abril de 2008ISBN 2-203-01529-2
- Elise et les Nouveau Partisans (novel·la gràfica autobiogràfica, dibuixada per Tardi), Delcourt. Data de publicació: Octubre de 2021 (ISBN 978-2-413-02438-5)

### Traducció de còmics
- Carlos Sampayo (guió) – Igort (dibuix) :
  - Fats Waller, volum 1: La Voix de son maître, éd. Casterman, col. «Un Monde», febrer de 2004 (ISBN 2-203-39106-5)
  - Fats Waller, volum 2: Chocolat amer, ed. Casterman, col. «Un Monde», gener de 2005 (ISBN 2-203-39121-9)
- Carlos Sampayo (guió) – José Muñoz (dibuix):
  - Sudor sudaca - Sueur de métèque, Futuropolis, 1986.
  - Billie Holiday, ed. Casterman, 1991 (ISBN 2-203-33448-7)
  - Le Livre, Casterman, agost de 2004 (ISBN 2-203-33498-3)
  - Alack Sinner : L'Affaire USA, Casterman, col. «Romans», gener de 2006 (ISBN 2-203-33858-X)
  - Alack Sinner, l'Intégrale, volum 1: L'Âge de l'innocence, Casterman, novembre de 2007 (ISBN 2-203-00808-3). Gran Premi de la ciutat d'Angoulême 2007.
  - Alack Sinner, l'Intégrale, volum 2: L'Âge des désenchantements, Casterman, gener de 2008 (ISBN 2-203-00656-0)
  - Carlos Gardel, volum 1: La voix de l'Argentine, edicions Futuropolis/Gallisol, gener de 2008 (ISBN 2-754-80015-8)
- Elzie Crisler Segar, Popeye, ed. Denoël, col. «Graphic», juny de 2005 (ISBN 2-207-25725-8)